# Causiinae
Causiinae es una subfamilia de foraminíferos bentónicos de la familia Saccamminidae, de la superfamilia Saccamminoidea, del suborden Saccamminina y del orden Astrorhizida. Su rango cronoestratigráfico abarca el Holoceno.

## Discusión
Clasificaciones previas hubiesen incluido Causiinae en la Familia Astrorhizidae de la superfamilia Astrorhizoidea, así como en el suborden Textulariina del orden Textulariida.

## Clasificación
Causiinae incluye al siguiente género:
- Causia